# 王四营地区
王四营地区是中华人民共和国北京市朝阳区的一个地区办事处，同时保留王四营乡名称，其行政事务机构实行“一套人马，两块牌子”的体制，地区办事处与乡政府合署办公。
王四营地区坐落于北京市绿化隔离地区中。东靠豆各庄，南接十八里店，西邻南磨房，北接高碑店。 面积17.8平方公里，常住人口1.6万人，流动人口3万人。

## 下辖社区
王四营地区目前下辖的社区有：
- 道口社区
- 观音堂社区
- 孛罗营村社区
- 管庄营社区
- 南花园村